# كرة بوك
| ولادة النجوم |
| - وسط بين نجمي - غيمة جزيئية - كرة بوك - سديم مظلم - جرم نجمي فتي - نجم أولي - نجم تي الثور - نجم قبل النسق الأساسي - هيربيغ أي/ نجم بي - سديم شمسي |
| أصناف الأجرام الفلكية |
| - جرم هيربج هارو |
| المفاهيم النظرية |
| - دالة الكتلة الأولية - كتلة جينس - آلية كلفن هلمهولتز - فرضية السديم - هجرة الكواكب                                                                |
| هذا الصندوق: اعرض ناقش عدل |

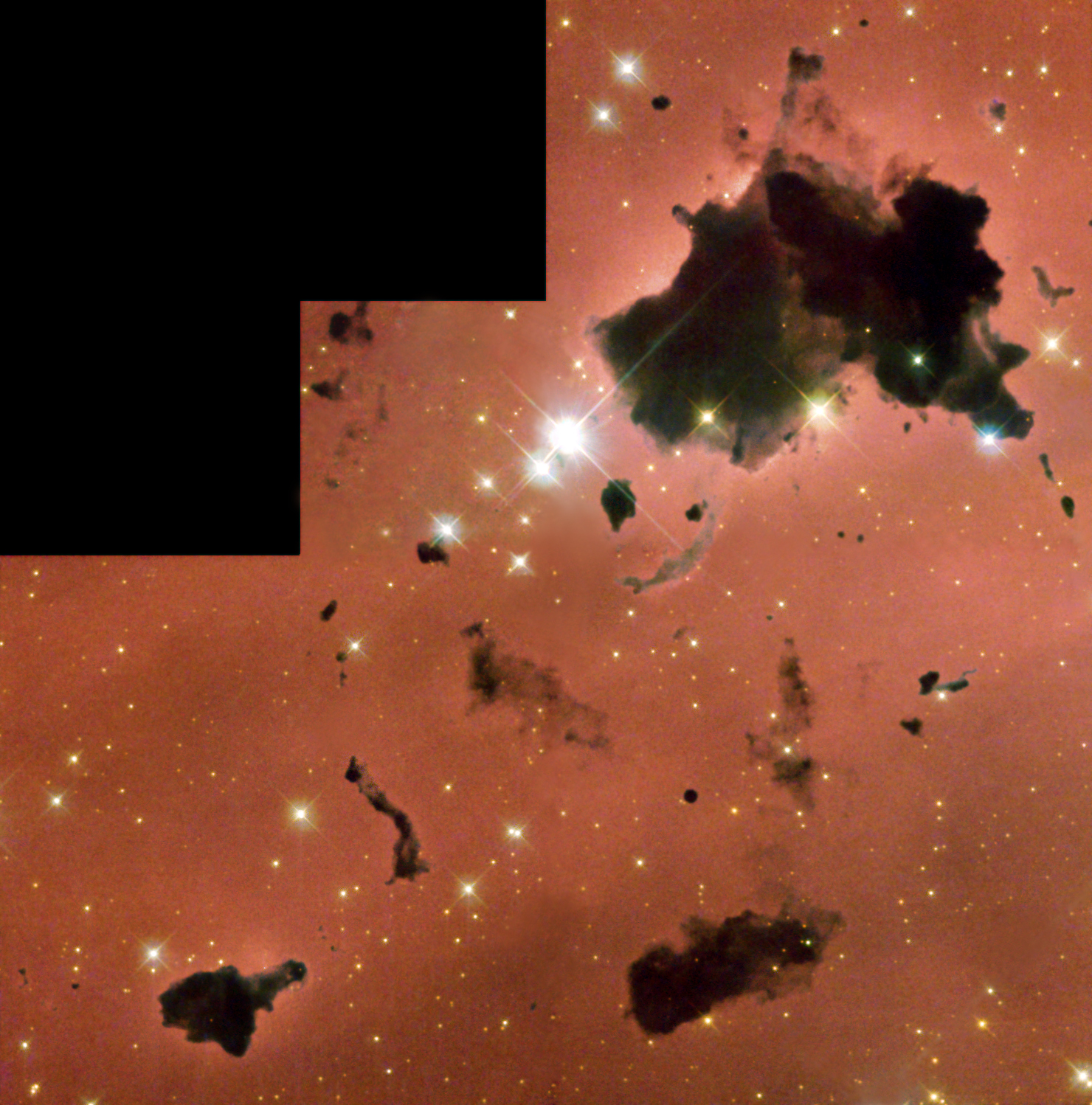
صورة لكرة بوك الواقع في "IC2944".

كرة بوك (بالإنجليزية: Bok Globule) في الفلك هي غمامات كروية سوداء كثيفة من الغبار والغاز تتشكل أحيانا فتكون منها نجوم. تتواجد كرات بوك داخل مناطق هيدروجين II بالغة الأحجام . في مثل تلك المناطق تتكون متكورات بوك، وعادة ما تكون كتلة المتكورة من حوالي 2 إلى 50 ضعف الكتلة الشمسية ويصل قطر الواحدة منها نحو 1 سنة ضوئية. تحتوي على جزيئات الهيدروجين (H2)، وأكاسيد الكربون والهيليوم، وحوالي 1 ٪ من كتلتها يتكون من غبار السيليكات. يمكن أن تنتج كرات بوك الأكثر شيوعا ثنائيات نجمية أو مجموعة نجوم النجوم في أنظمة نجمية تدور حول بعضها.
.
لاحظ لأول مرة عالم الفلك بارت بوك سنة 1940 كرات بوك. ونشر مشاهداته في بحث عام 1947. افترض بوك أن هذه الغمامات الكرية (مماثلة للشرانق في الحشرات) كانت تمر بمرحلة تقلص تحت فعل جاذبيتها لتشكل نجوم جديدة، وافترض أنه يمكن أن تنشأ منها نجوم ثنائية و عناقيد النجوم. كان من الصعب التحقق من هذا الافتراض بسبب الصعوبات الرصدية في مراقبة ما يحدث داخل المتكورات السوداء الكثيفة التي تحجب الضوء المرئي . وبعد الرصد وتحليل الأشعة تحت الحمراء الصادرة منها ادت إلى نتائج قريبة من الملاحظات ونشرت في عام 1990 وأكدت أن النجوم يولدون داخل كرات بوك . مشاهدات إضافية قد كشفت أن بعض كرات بوك قد وصلت إلى مرحلة إصدار حرارة . وقد بينت مشاهدات ذات تباين عالى بواسطة تلسكوب هابل الفضائي قام بها في عدة مناطق لنشأة النجوم في مجرتنا ، مثل سديم الجبار وسديم النسر وأيدت أنها مناطق مولد نجوم . يتكثف الغاز والغبار الكوني في داخل المتكورات لتكوين نجم نشأ، وتظل تنكمش تحت تأثير جاذبيتها وترتفع درجة حرارتها حتى تصل إلى الحد الذي يبدأ في باطنها الاندماج النووي للهيدروجين الغنية به . ويولد نجم ويصدر ضوءه .
وقد تبين أيضا أن متكورات بوك
تحتوي على بعض أجسام هيربك - هارو Herbig-Haro objects
, وبعضها يبدي انطلاق غازات من قطبيها . فقد بينت دراسات أجريت على طيف انبعاث في نطاق موجة مليمترية ما يشير إلى انهيار مادة في نجم ناشيء .
ولا تزال متكورات بوك محط بحث العلماء . وهي معروفة بكونها من أشد التكوينات السماوية برودة، ولا زالت تكويناتها وكثافتها تحفها الغموض . وامتد البحث العلمي لها إلى رصد الأشعة تحت الحمراء القريبة وتحليلها . بعض متكورات بوك تنشأ من افرازات غازية تنطلق من بعض النجوم وتبدو ولها ذيل . تلك التشكيلات تسمى «متكورات مذنبة»
cometary globules  وقد نشر هذا البحث في عام 1994 .

## اقرأ أيضا
- منطقة هيدروجين II
- نجم أولي
- وسط بين نجمي